# Heteropoda rundle
Heteropoda rundle är en spindelart som beskrevs av Davies 1994. Heteropoda rundle ingår i släktet Heteropoda och familjen jättekrabbspindlar.
Artens utbredningsområde är Queensland. Inga underarter finns listade i Catalogue of Life.